# Герб комуни Нура
Герб комуни Нура (швед. Nora kommunvapen) — символ шведської адміністративно-територіальної одиниці місцевого самоврядування комуни Нура. 

## Історія
Від XVІІ століття місто Нура використовувало герб. Він був зафіксований у королівському привілеї 1643 року. 

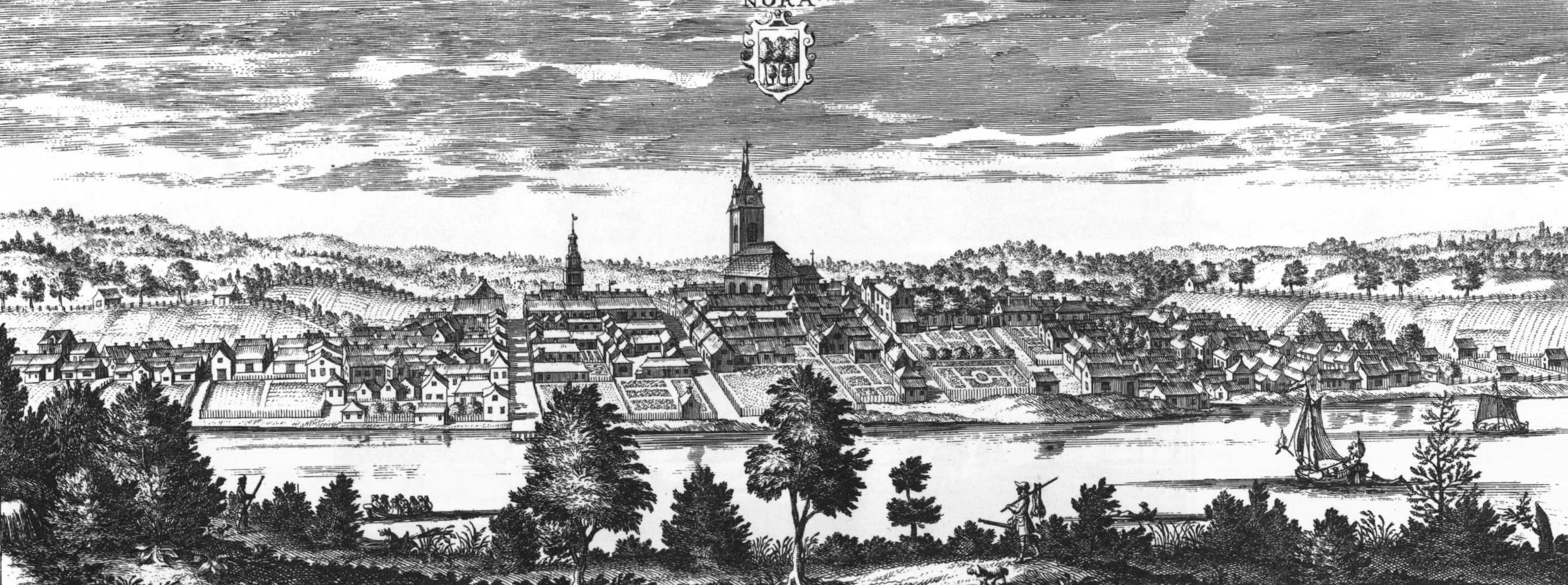
Герб на гравюрі з панорамою міста Нура (біля 1700 р.)

Герб міста Нура отримав королівське затвердження 1947 року.   
Після адміністративно-територіальної реформи, проведеної в Швеції на початку 1970-х років, муніципальні герби стали використовуватися лишень комунами. Цей герб був перебраний для нової комуни Нура.
Герб комуни офіційно зареєстровано 1980 року.

## Опис (блазон)
У срібному полі з зеленої основи виходять три зелені ялини, а між ними —  ще по одній такій же меншого розміру.

## Зміст
Сюжет герба вказував на місцеві природні особливості.